# Heliotropium disciforme
Heliotropium disciforme är en strävbladig växtart som beskrevs av H. Akhani. Heliotropium disciforme ingår i Heliotropsläktet som ingår i familjen strävbladiga växter. Inga underarter finns listade i Catalogue of Life.